# Nobilissima Gallorum gens

Wappen von Papst Leo XIII.

Nobilissima Gallorum gens („die vortreffliche Nation der Franzosen“) ist der Titel einer Enzyklika von Papst Leo XIII. Sie wurde am 8. Februar 1884 veröffentlicht und befasst sich mit der religiösen Frage in Frankreich.

## Versöhnungsvorschläge
Papst Leo XIII. beschrieb in dieser Enzyklika, wie in Frankreich die Prinzipien einer Versöhnung von Kirche und Staat in der modernen Gesellschaft gestaltet werden sollten. Er beschreibt die Treue und enge Verbindung der französischen Kirche zum Heiligen Stuhl und zeichnet die Gefahren auf, die sich aus der Trennung von Staat und Kirche ergäben.

## Beziehungen in Europa
Er führt auch die Situationen in Italien, Spanien und Irland an und bringt zum Ausdruck, dass er beabsichtige, die Beziehungen zu den europäischen Ländern zu verbessern. Ausgangspunkt all dieser Bemühungen seien die Familien, in denen das christliche Leben vorgelebt werden solle, denn dann würde der Glaube und die Moral auf die Nation übergehen.

## Schule und Ausbildung
Die Kirche als Wächter des Glaubens dringe darauf, dass in den Schulen und in der Erziehung der Kinder die Kraft der Glaubensübermittlung und der Wahrheit liege. Leo XIII. bietet der französischen Nation und der Regierung seine und auch die Mitarbeit des französischen Klerus an, damit in Frankreich die Tradition der Glaubensüberlieferung fortgesetzt werden könne. Zur Erlangung eines lang andauernden Friedens sei die Zusammenarbeit mit dem Klerus und den geeigneten Laien von hoher Bedeutung.

## Abschlussbemerkungen
Zur Meinungsfreiheit, zur Pressefreiheit und zu den Reden der Gelehrten fügt der Papst an, dass sie nicht die Anwesenheit Gottes leugnen und die katholischen Christen diffamieren dürften. Insgesamt ist er bemüht, die durch seinen Vorgänger Papst Pius IX. begonnene Trennung von Staat und Kirche zu mildern. Er sucht den Kontakt zu den Regierenden in Frankreich und schlägt eine erneute Zusammenarbeit mit dem Heiligen Stuhl vor.